# 木村肇
木村 肇（きむら はじめ）は、昭和初期の歌手。本名は横山 三吉（よこやま さんきち）。長野県出身。

## 経歴・人物
サラリーマンから日本放送協会(NHK)長野放送局(JONK)に勤務する。木村の歌唱放送を聴いた古賀政男にスカウトされ、テイチクの専属歌手となる。1935年（昭和10年）10月、『戦友を偲ぶ』で歌手デビュー。映画では日活とPCL（現・東宝）の合同作品『からくり歌劇』に出演。1938年（昭和13年）、小林千代子が団長を務める音楽グループ『プレイスポット』に参加。戦時中に歌手を引退する。戦後は大阪府大阪市此花区にある映画館『明治座』の支配人になる。
すでに故人ではあるが亡くなった年、死因は不明である。

## 代表曲
- 『戦友を偲ぶ』（1935年）
- 『あゝ恋無情』（1935年）
- 『さすらいの唄』（1935年）
- 『風に吹かれて』（1936年）
- 『アラ恥ずかしい』（1936年）
- 『白波五人男』（1936年）
- 『女給心得帖』（1937年）

## 映画
- 『からくり歌劇』

## その他
1935年発表の『さすらいの唄』は流行しなかったため2年後の1937年にメロディーを再利用し、歌詞と歌手を変えて裏町人生として再発売、大ヒットとなった。